# Inseros
Inseros is een plaats in de gemeente Mölndal in het landschap Halland en de provincie Västra Götalands län in Zweden. De plaats heeft 151 inwoners (2005) en een oppervlakte van 30 hectare.